# Ariarathes IV av Kappadokien
Ariarathes IV av Kappadokien, död 163 f. Kr., var regerande kung av Kappadokien mellan 220 f. Kr. och 163 f. Kr.